# 鳥居清春 (2代目)
二代目 鳥居清春（にだいめ とりい きよはる、生没年不詳）とは、江戸時代の浮世絵師。

## 来歴
師系不明。鳥居派で作画期は天保から慶応の頃にかけてとされ、芝居絵本（絵本番付）を描いたという。享保のころにいた鳥居清春と同名だが、実際に二代目として清春を称していたかどうかは明らかではない。